# DK Гидры
DK Гидры (лат. DK Hydrae) — тройная звезда в созвездии Гидры на расстоянии приблизительно 1212 световых лет (около 372 парсек) от Солнца.
Пара первого и второго компонентов — двойная затменная переменная звезда типа Беты Лиры (EB). Фотографическая звёздная величина звезды — от +11,5m до +10,5m. Орбитальный период — около 0,522 суток (12,527 часа).
Открыта Куно Хофмейстером в 1935 году*.

## Характеристики
Первый компонент — жёлто-белая звезда спектрального класса F. Масса — около 2,2 солнечной, радиус — около 1,47 солнечного, светимость — около 4,368 солнечной. Эффективная температура — около 6454 K.
Второй компонент — жёлтая звезда спектрального класса G. Масса — около 0,94 солнечной, радиус — около 1,2 солнечного. Эффективная температура — около 5330 K.
Третий компонент — красный карлик спектрального класса M. Масса — около 0,1 солнечной. Орбитальный период — около 7,8 года.